# Михэйлэ, Нарчис
Нарчис Штефан Михэйлэ (рум. Narcis Ștefan Mihăilă; род. 4 августа 1987, Решица) — румынский легкоатлет, специалист по спортивной ходьбе. Выступает за сборную Румынии по лёгкой атлетике с 2016 года, победитель и призёр первенств национального значения, участник летних Олимпийских игр в Рио-де-Жанейро.

## Биография
Нарчис Михэйлэ родился 4 августа 1987 года в городе Решица, Румыния.
Впервые заявил о себе в спортивной ходьбе на взрослом международном уровне в сезоне 2016 года, когда вошёл в состав румынской национальной сборной и выступил на командном чемпионате мира в Риме, где в дисциплине 50 км с результатом 4:03:42 закрыл двадцатку сильнейших. Выполнив олимпийский квалификационный норматив (4:06:00), удостоился права защищать честь страны на летних Олимпийских играх в Рио-де-Жанейро — в программе 50 км показал результат 4:02:46, расположившись в итоговом протоколе соревнований на 31-й строке.
В 2017 году на Кубке Европы в Подебрадах не финишировал, тогда как на чемпионате мира в Лондоне занял 31-е место.
В 2018 году на чемпионате Европы в Берлине сошёл с дистанции.
В 2019 году на Кубке Европы в Алитусе занял 16-е место и установил свой личный рекорд в ходьбе на 50 км — 3:58:17. На последовавшем чемпионате мира в Дохе с результатом 4:13:56 стал десятым.
В феврале 2020 года на домашних соревнованиях в Крайове установил личный рекорд в ходьбе на 20 км — 1:26:50.
На командном чемпионате Европы 2021 года в Подебрадах сошёл с дистанции в 50 км.